# Битка за Белу Паланку (1877)
Битка за Белу Паланку (вођена 12. децембра1877), српска победа у Другом српско-турском рату.